# Bettina Spier
Bettina Spier (28 de febrero de 1960 - 13 de agosto de 2008) fue una actriz televisiva y de doblaje de nacionalidad alemana.

## Biografía
Su nombre completo era Miriam Bettina Spier, y nació en Berlín, Alemania, siendo la hija de Almut Eggert y Wolfgang Spier y media hermana de Nana Spier.
Estudió actuación con Else Bongers, antes de perfeccionarse en Nueva York. De nuevo en su país, trabajó en el teatro con su padre. Para la gran pantalla fue dobladora de actrices como Juliette Binoche, Sophie Marceau, Jane Brucker, Sarah Danielle Madison, Kathy Ireland, Courteney Cox, Alexandra Root, Lara Flynn Boyle, Genie Francis, Nicole Kidman, Lori Loughlin, Linda Purl, Maureen Teefy y Meg Tilly.
A finales de los años 1980 se mudó a los Estados Unidos, donde trabajaba en la supervisión del doblaje alemán de producciones americanas, entre ellas Private School, Karate Kid III, Silverado y Dirty Dancing. También trabajó en la televisión estadounidense, en producciones como  Murphy Brown y Murder, She Wrote.
En la serie televisiva Ein Heim für Tiere, Spier actuó con el papel de Stefanie Sommer. 
Bettina Spier falleció en el año 2008, a los 48 años de edad, a causa de un cáncer.